# Dihomogammalinoleenzuur
Dihomogammalinoleenzuur (DGLA) of dihomo-γ-linoleenzuur (20:3 (ω−6)) is een onverzadigd omega 6-vetzuur met drie dubbele bindingen, dat in het lichaam uit gammalinoleenzuur wordt gesynthetiseerd. Dihomogammalinoleenzuur is de uitgangsstof voor zowel het ontstekingsremmende type-1-eicosanoïde als van het ontstekingsbevorderende arachidonzuur.
De uitgangsstof voor dihomogammalinoleenzuur, gammalinoleenzuur, komt veel voor in bernagie.